# Hemicrepidius hirtus
Hemicrepidius hirtus är en skalbaggsart som först beskrevs av Herbst 1784.  Hemicrepidius hirtus ingår i släktet Hemicrepidius, och familjen knäppare. Arten är reproducerande i Sverige.

## Bildgalleri

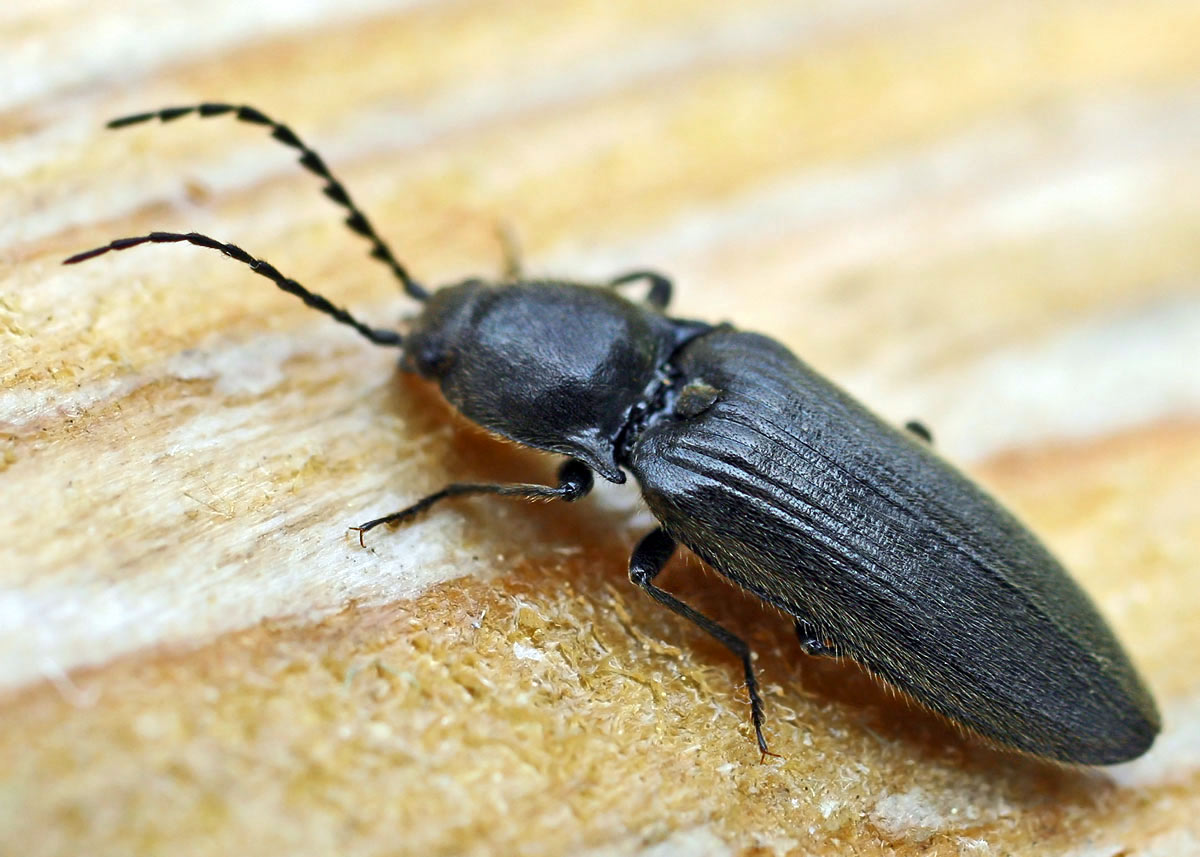
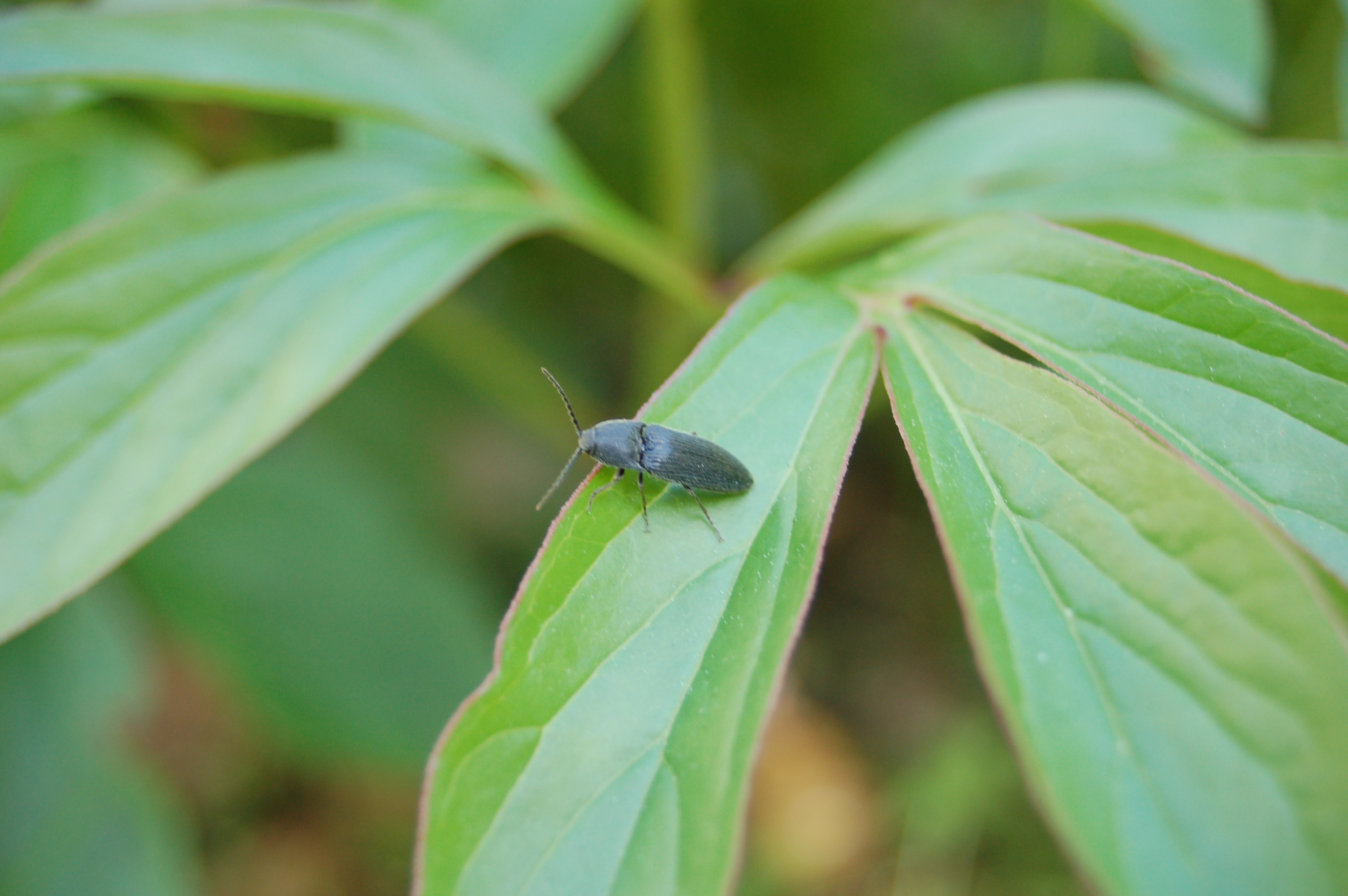
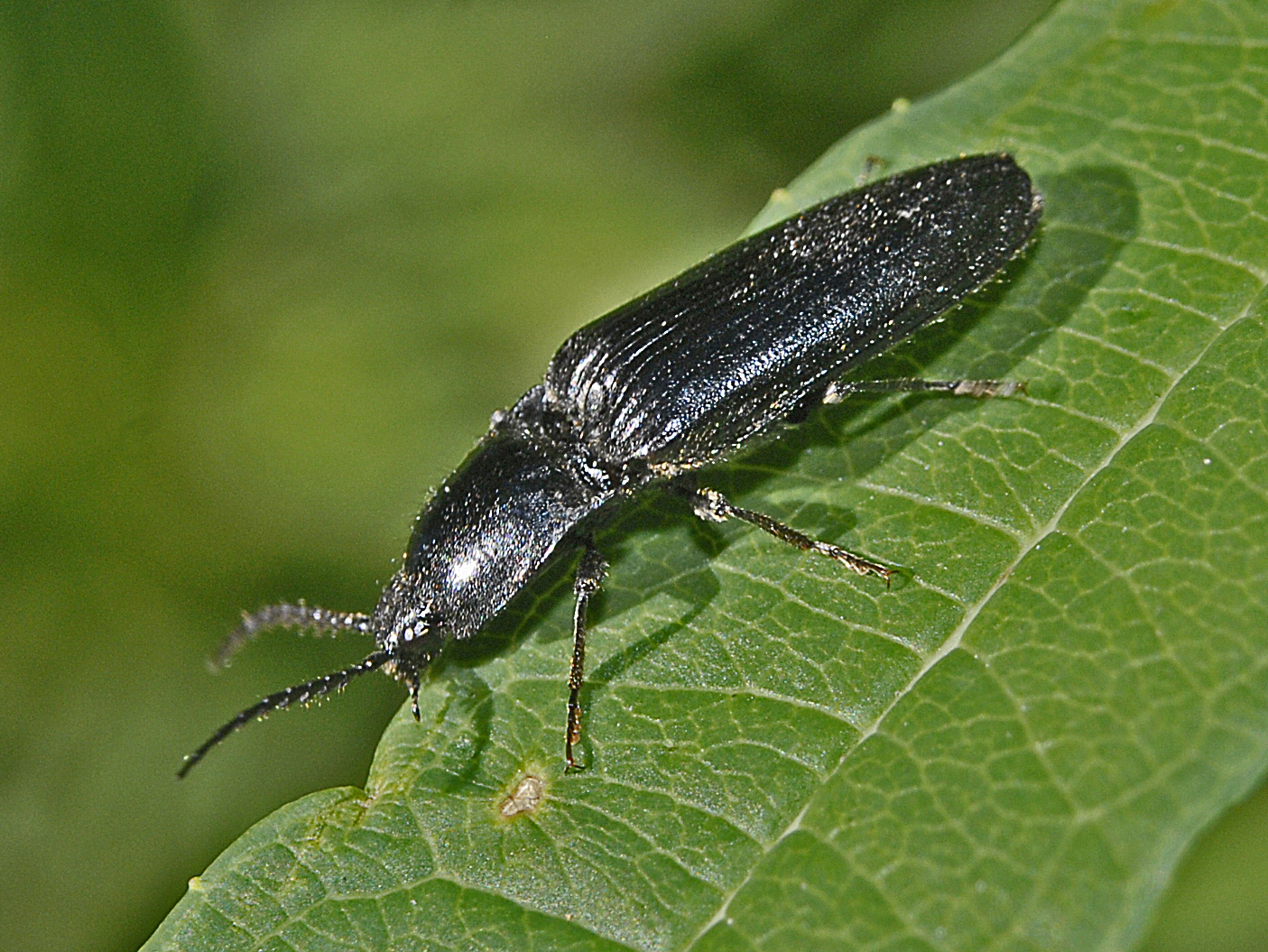